# Христо Берберов (художник)
Вижте пояснителната страница за други личности с името Христо Берберов.
Христо Иванов Берберов е български живописец, график, иконописец и учител по рисуване.

## Биография
Роден е на 23 октомври 1875 година в град Елена, Османска империя като последен член на осемчленно семейство. След като завършва основното си образование в родния си град, той продължава обучението си във Великотърновската държавна мъжка гимназия „Свети Кирил“ - там негов преподават по рисуване и краснопис е Ото Хорейши.
Подпомогнат с държавна стипендия, Берберов заминава за Италия, за да продължи своето образование в Кралската академия за изящни изкуства „Албертина” в Торино, където му преподават Пиер Челестино Джиларди, Джакомо Гросо и Андреа Таверние. През 1898 година се дипломира и се завръща в България, където постъпва като в Пловдивската мъжка гимназия „Александър I“ . По-късно той се мести и преподава в София, а в периода 1912 - 1920 година е преподавател по перспектива в Художествено-индустриалното училище.
През 1899 година за първи път излага свои творби - в 4-та изложба на Дружеството за поддържане на изкуството в България, следват изяви в общи изложби на дружество "Съвременно изкуство", участия в Изложението в Сейнт Луис (1904), Балканското изложение в Лондон (1907), IX Венецианско биенале (1910), IV изложба на Южнославянските художници „Лада“ в Белград (1912), а през 1906 излага осем маслени произведения и седем офорта в Юбилейната изложбата, посветена на 10-годишнината на ДРУ.
През 1921 година е представен пред Н.В. Цар Борис за орден на Св. Александър с кавалерски кръст и грамота по случай 25-годишнината от основаването на Художествената академия.
Христо Берберов рисува икони и стенописи за църквите в Елена, Провадия, Плевен и подготвя проекти за някои от мозайките в Катедралата Св. Александър Невски в София.
Негови произведения са част от колекциите на Националната галерия, СГХГ, Националния етнографския музей в София, Музей на Възраждането в гр. Елена, ХГ „Димитър Добрович“-Сливен, ГХГ „Борис Георгиев“-Варна, ХГ-Пловдив, Исторически музей-Карнобат, ХГ „Бенчо Обрешков“-Карнобат, ХГ-Монтана и в частни колекции.
Негови творби са: „Портрет на сина ми“ (1908), „Старото пристанище в Несебър“ (1910), „Сакаджии в Несебър“ (1910), „Чардак на еленска къща“ (1926), „Пейзаж от Рила“ (1928), „Галата край Варна“ (1931), „Автопортрет“ (1937).
Христо Берберов умира на 29 януари 1948 година в София.

## Творчество
- Къща в Елена (ок. 1910)
- „Цигуларка (жената на художника)“ (ок. 1912)
- Рилско езеро (ок. 1914 – 1918)
- „Пейзаж“ (ок. 1920)